# Kastanienbraune Klettermaus
Die Kastanienbraune Klettermaus (Dendromus mystacalis) ist eine Art der Afrikanischen Klettermäuse, die in den Baum- und Strauchsavannen weiter Teile Afrikas beheimatet ist.

## Beschreibung
Die Kastanienbraune Klettermaus erreicht eine Körperlänge von 5 und 8 Zentimeter und eine Schwanzlänge von 7 bis 10 Zentimeter. Sie wird zwischen 8 und 15 Gramm schwer. Die Weibchen sind kleiner und leichter als die Männchen. Der lange und unbehaarte Schwanz dient genauso wie die schmalen Vorderfüße als Greiforgan im Geäst von Bäumen und Sträuchern. Ein markantes Merkmal, wie bei allen Baummäusen, sind die Höcker auf den Molaren. Die Großzehe an den Vorderfüßen ist länger als die Großzehe an den Hinterfüßen. Das dorsale Fell ist gelblichbraun und das Unterfell schiefergrau gefärbt. Ventral ist das Fell weißlich bis hellbraun gefärbt. Dorsal zeigt sich gelegentlich ein dunkel gefärbter Aalstrich. Der Kopf ist zur Schnauze hin spitz zulaufend. Die großen, knopfartigen, dunkeln Augen liegen seitlich am Schädel und sind ein Indiz für die Nachtaktivität. Die Ohren liegen weit hinten am Schädel und ragen sichtbar aus dem Fell heraus. Seitlich an der Schnauze sind lange Vibrissen, die der Orientierung dienen.

## Lebensweise
Die Art ist überwiegend nachtaktiv. Sie führen eine ausgesprochen verschwiegen Lebensweise. Sie sind ausgezeichnete Kletterer und fühlen sich auf Bäumen und Sträuchern wohl. Der Schwanz wird beim Klettern als Greifhilfe eingesetzt. Während der Ruhephase hält sich die Art in kugelartigen Nestern auf, die aus feinen Gräsern gewoben werden und in niedriger Höhe oder am Boden entstehen. In diesen Nestern bringt das Weibchen auch den Nachwuchs zur Welt. Die Art ist territorial und verteidigt ihr Revier gegenüber anderen Artgenossen.

## Verbreitung
Die Kastanienbraune Klettermaus kommt in weiten Teilen Afrikas vor. Das Hauptverbreitungsgebiet umfasst dabei Angola, Äthiopien, Botswana, Eswatini, Kenia, die Demokratische Republik Kongo, Lesotho, Malawi, Mosambik, Namibia, Nigeria, Ruanda, Sambia, Simbabwe, Somalia, Südafrika, Tansania und Uganda. Dort bewohnt sie insbesondere Baum- und Strauchsavannen sowie Gras- und Grünland mit entsprechender Vegetation. Sie meidet dichte Wälder und reine Wüsten. Sie sind vom Tiefland bis in Höhen von 2.000 Metern anzutreffen. Sie ist auch in der Nähe des Menschen anzutreffen, wo sie Obstplantagen und andere landwirtschaftliche Fläche besiedelt.

## Nahrung
Die Art ist ein Allesfresser. Neben pflanzlicher Nahrung wie Sämereien, Blättern, Gräsern und Kräutern wir auch, zu einem kleineren Teil, tierische Kost gefressen. Ihre Hauptbeute dabei sind Insekten, Spinnentiere und andere kleine Gliederfüßer. Sie geht nur im Schutz der Dunkelheit auf Nahrungssuche.

## Fortpflanzung
Die Paarungszeit erstreckt sich über das ganze Jahr. In einer Saison kommt es meist nur zu einem Wurf. Nur zur Paarung treffen die Geschlechter aufeinander. Bei den Männchen kommt es manchmal zu Kämpfen um ein Weibchen. Die Aufzucht er Jungen obliegt nur dem Weibchen. Nach einer Tragezeit von rund 35 Tagen bringt das Weibchen 3 bis 4 Jungtiere zur Welt. Der Nachwuchs kommt nackt und blind zur Welt. In den ersten Wochen ist er auf den Schutz der Mutter angewiesen. Das Weibchen verfügt über vier Paar Zitzen. Die Lebenserwartung beträgt in Gefangenschaft rund drei Jahre.

## Unterarten
Die Art ist monotypisch. Die ehemalige Unterart D. m. messorius ist heute als eigenständige Art D. messorius anerkannt.

## Gefährdung
Die Art wird in der Roten Liste der IUCN als „nicht gefährdet“ geführt. Die Tiere sind ausgesprochen anpassungsfähig und fühlen sich in der Nähe des Menschen wohl.